# Voọc mũi hếch đen
Voọc mũi hếch đen, tên khoa học Rhinopithecus bieti, là một loài động vật có vú trong họ Cercopithecidae, bộ Linh trưởng. Loài này được Milne-Edwards mô tả năm 1897.

## Phân bố
Loài này chỉ xuất hiện ở khu vực Tây Nam Trung Quốc (Tây Tạng và Vân Nam). Nó được tìm thấy trong các quần thể bị chia cắt ở dãy núi Vân Lĩnh ở tây bắc Vân Nam và đông nam Tây Tạng, phía tây sông Dương Tử và phía đông sông Mekong.

## Dân số
Năm 2006, dân số của chúng được ước tính là dưới 2.000 cá thể, với 1.000 cá thể trưởng thành. Hiện tại có 15 quần thể con với ba khu vực mà đã tuyệt chủng trước đây từ năm 1994. Mặc dù những quần thể còn lại đã được biết đến nhiều, nhưng rất có thể vẫn là những quần thể chưa được di chuyển.
Gần đây, một nhóm nhỏ khoảng 20 cá thể mới được phát hiện tại Khu bảo tồn Thiên nhiên Quốc gia Tianchi, mới được phát hiện tại Khu bảo tồn Thiên nhiên Quốc gia Tianchi.

## Môi trường sống và tập tính
Loài này thường được tìm thấy ở độ cao 3.000 mét đến 4.700 mét ở trong các khu rừng thường xanh và đó là độ cao rất cao đối với loài linh trưởng này. Loài này thích các rừng tùng la hángiữa sông Dương Tử và sông Mekong. Tại Bamei, phía bắc tỉnh Vân Nam, nó được tìm thấy chủ yếu sống trong các khu rừng bách. Loài này là loài ăn lá, báo cáo rằng địa y cũng là một phần trong chế đọ ăn uống của chúng. Nó là bán nguyệt và nhật nhật.
Rừng lá rộng thường xanh ôn đới, rừng lá kim, rừng thông, tre hoặc rừng bách là môi trường sinh sống ưa thích của chúng. Chúng sinh sống ở độ cao 4.700 mét nhưng thường sinh sống ở 3.000 mét trong mùa đông. Ở các độ cao thấp hơn, chúng cùng giao cảm với khỉ Rhesus ( Macaca mulatta ).
Lá, địa y, quả, vỏ cây, quả mọng, cỏ, quả hạch, rêu, hạt, chồi, quả sồi. Địa y chiếm phần lớn trong khẩu phần ăn (67%) nhưng ở Kim Xương, lá tre được tận dụng tối đa trong khẩu phần. Chế độ ăn uống thay đổi theo mùa.
Mùa cao điểm giao phối (tháng 8-9); sinh đẻ (tháng 3-5). Mang thai: 189-198 ngày. Trong điều kiện nuôi nhốt, các con khỉ có khoảng thời gian sinh là 2 năm. Tỷ lệ tử vong trong mùa đông 'khắc nghiệt' đầu tiên là 55-60% cũng được phản ánh ở tỷ lệ trẻ sơ sinh nữ cao. Sau đó, việc nhặt rác và ăn xin đã được quan sát thấy ở Vân Nam, Trung Quốc. Hai con cái của một nhóm sinh sống đã cắn và xé thức ăn ở những con chim mới giết.

## Đe dọa
Mối đe dọa chính đối với loài này là săn bắn, thường là một loài không phải là mục tiêu bị bắt trong bẫy dành cho hươu xạ. Một PVA sơ bộ sử dụng Vortex đã phát hiện ra rằng 5 quần thể con nhỏ nhất có nguy cơ suy giảm và tuyệt chủng trong 100 năm tới do ảnh hưởng của giao phối cận huyết và săn trộm, trong khi 5 quần thể con lớn nhất được coi là an toàn hơn. Loài này cũng bị đe dọa do mất môi trường sống, đặc biệt là do khai thác gỗ. Kể từ năm 1999, khi lệnh cấm đã ngừng hầu hết hoạt động khai thác gỗ thương mại trong khu vực, việc mất môi trường sống đã chậm lại, nhưng nó vẫn là một mối đe dọa tiềm tàng lớn trong tương lai. Việc dọn đất rừng cho đồng cỏ chăn thả vào mùa hè đã làm giảm 31% môi trường sống thích hợp cho khỉ từ năm 1958 đến năm 1997. Ngoài ra, các đám cháy do nông nghiệp gây ra là mối đe dọa đối với một số khu vực, đặc biệt là ở Khu tự trị Tây Tạng. Một quần thể con khoảng 50 cá thể trong một khu vực dường như đã tuyệt chủng do phun thuốc trừ sâu để kiểm soát sâu bệnh hại rừng.
Ở Laojan, Vân Nam, săn trộm vẫn là mối đe dọa chính đối với loài này. Đây là một thách thức thực sự khi các cộng đồng trong khu vực có truyền thống săn bắn mạnh mẽ, cũng như các cộng đồng khác trong phạm vi của loài khỉ này: Yi, Lisu, Tây Tạng, Pumi, Naxi, Bai, Molimosuo và Han. Bất chấp lệnh cấm săn bắn, bẫy và bẫy vẫn tiếp tục đe dọa các loài này. Tỷ lệ sinh sản thấp của loài không thực sự giúp giảm bớt áp lực săn bắn.

## Hình ảnh

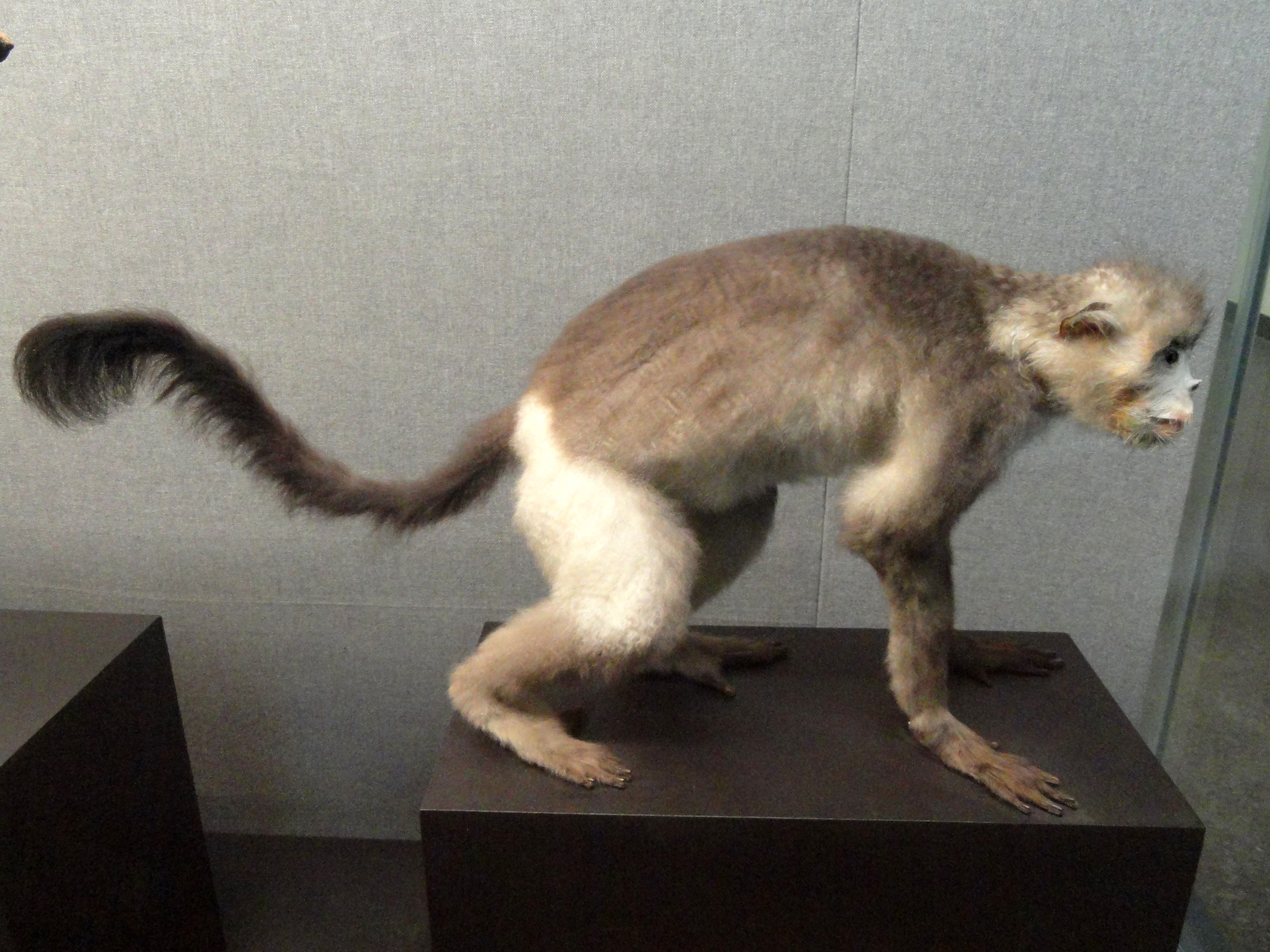
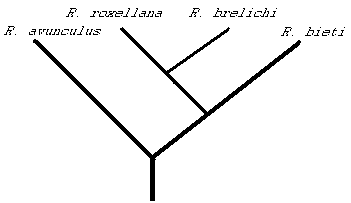